# Renato Franchi e l'Orchestrina del suonatore Jones
Renato Franchi & His Band  è un gruppo musicale di rock d’autore italiano.
Negli spettacoli la formazione esegue brani propri e dei più grandi cantautori italiani come Fabrizio De André, Pierangelo Bertoli, Massimo Bubola ed altri.

## Storia
Iniziano la loro attività negli anni '90, principalmente come gruppo di cover.
Il primo album, del 2002, Live in Suzzara, contiene un solo brano inedito, Canzone per Ion, dedicata a Ion Cazacu, operaio arso vivo dal suo datore di lavoro, perché reclamava il suo salario.
Nel 2010 pubblicano Distillerie di contrabbando in cui musicano le poesie di Dario Bertini, tratte dall'omonimo libro.
Nel 2012 pubblicano Sogni e Tradimenti, album che vede la partecipazione dei Gang, di Claudio Lolli, di Alberto Bertoli in un brano del padre.
Sempre nel 2012 pubblicano Dopo le strade …appunti di viaggio…, un disco di tredici canzoni tra cover dei Gang, di Pierangelo Bertoli, di Luigi Tenco e brani originali. Tra gli ospiti i Gang e Michele Gazich.
Nel 2013 pubblicano Filastrocche scritte per strada, in cui musicano delle poesie di Mariangela Giusti, docente dell’Università Bicocca di Milano, a parte la title track che è invece firmata da Renato Franchi.
Sempre nel 2013 partecipano a …in anticipo sul vostro stupore, registrato il 26 gennaio 2013 a Como e che ripropone dal vivo tutto l'album di De André Storia di un impiegato.
Nel 2014 esce l'album Le stagioni di Anna Frank, nato dall'esperienza del viaggio della memoria ad Auschwitz-Birkenau.
Nel 2016 esce Finestre, con 12 brani inediti, sempre con la partecipazione dei Gang in 12 lenzuola bianche e I passi del mattino.
Nel 2018, insieme al coro Le voci del Partigiano, viene pubblicato l'album Con un bel nome d'avventura dedicato alla Resistenza. Nel dicembre dello stesso anno esce l'album Oggi mi meritavo il mare (Amori d'autore) dedicata a Roberta Turconi, moglie di Renato Franchi, scomparsa il 28 dicembre 2017. Tra gli ospiti i Gang, Fabrizio Poggi, Michele Gazich e il coro Le voci del Partigiano.
Nel 2020 viene pubblicato, con gli stessi musicisti dell'Orchestrina ma accreditato al solo Renato Franchi, l'album InCanto.
Con la nuova denominazione "Renato Franchi & His Band", che segna la volontà di proiettarsi verso una identità più definita ed una dimensione artistica più autonoma, incentrata sulla propria produzione originale, nel 2021 esce l'album Penne e Calamai.
Il 14 gennaio 2022 viene pubblicato l'album Mi perdo e m'innamoro.
Il 25 aprile 2023 esce "Attimi di Infinito", quattordicesimo full-length della formazione. Comprende otto inediti più una cover di un brano di Franco Battiato, La stagione dell'amore. Nella canzone Emily, dedicata alla poetessa Emily Dickinson, è presente Vincenzo Zitello all'arpa celtica, mentre in Ballata della pioggia e delle rose ha partecipato Marino Severini dei Gang alla voce.
Nel Novembre 2023 viene pubblicato l'album "17 fili rossi +1" di cui Renato Franchi è ideatore, curatore e autore della Title-track. Il disco, contenente 11 brani musicali e 5 monologhi, è un lavoro collettivo dedicato alla strage di Piazza Fontana del 12 Dicembre 1969. Il lavoro, definito dallo stesso Renato Franchi "Una suite collettiva della memoria", entra nella cinquina dei nominati alle Targhe Tenco 2024 nella categoria "miglior album a progetto", classificandosi al secondo posto.

## Discografia
- 2002 - Live in Suzzara
- 2006 - Sogni e tradimenti
- 2010 - Distillerie di contrabbando
- 2012 - Dopo le strade...appunti di viaggio...
- 2013 - Filastrocche scritte per strada
- 2013 - In anticipo sul vostro stupore
- 2014 - Le stagioni di Anna Frank
- 2016 - Finestre
- 2018 - Con un bel nome d'avventura
- 2018 - Oggi mi meritavo il mare
- 2020 - InCanto
- 2021 - Penne e Calamai
- 2022 - Mi perdo e m’innamoro
- 2023 - Attimi di Infinito

## Formazione (aggiornata al 2023)
Renato Franchi & His Band
- Renato Franchi - voce, chitarre, armonica
- Dan Shim Sara Galasso - violino
- Marta Franchi - flauti e voce
- Roberto D'Amico - basso
- Joselito Carboni - chitarre
- Roberto Nassini - fisarmonica
- Gianni Colombo - pianoforte, tastiere, organo Hammond
- Gianfranco D’Adda - percussioni
- Viky Ferrara - batteria